# Bukowiec (Bartoszyce)
Pour les articles homonymes, voir Bukowiec.
Bukowiec est un village polonais de la voïvodie de Varmie-Mazurie, dans le powiat de Bartoszyce.